# Thyropygus edentulus
Thyropygus edentulus är en mångfotingart som beskrevs av Demange 1961. Thyropygus edentulus ingår i släktet Thyropygus och familjen Harpagophoridae. Inga underarter finns listade i Catalogue of Life.